# 下府中村
下府中村（しもふなかむら）は、神奈川県足柄下郡に存在した村。現在の小田原市東部、東海道本線鴨宮駅周辺に位置した。

## 地理
- 川：酒匂川

## 歴史
- 1889年（明治22年）4月1日 - 町村制の施行により、下堀村、中里村、矢作村、鴨宮村、上新田村、中新田村、下新田村および今井村、酒匂村飛地が合併して下府中村が発足。
- 1948年（昭和23年）4月1日 - 小田原市に編入。同日下府中村廃止。

## 交通

### 鉄道路線
- 日本国有鉄道（現東日本旅客鉄道）
  - 東海道本線：鴨宮駅

## 現在の町名
- 住居表示実施地区
  - 南鴨宮一 - 三丁目（大字上新田、大字中新田、大字下新田）
  - 西酒匂一 - 三丁目
- 住居表示未実施地区
  - 下堀、中里、矢作、鴨宮、上新田、中新田、下新田